# Régions du Guyana

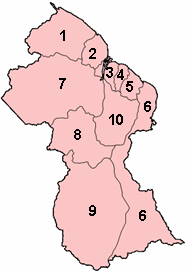
Carte présentant la division du Guyana en régions ; les numéros correspondent à ceux utilisés pour chaque région lors des recensements.

Le Guyana est subdivisé en dix régions.

## Caractéristiques
Les régions du Guyana sont administrées par un conseil démocratique régional (Regional Democratic Council, RDC), dirigé par un président (chairman). Elles sont à leur tour subdivisées en conseils de quartier (neighbourhood councils).
La structure régionale actuelle a été établiée par le Local Democratic Organs Act en 1980. Les régions portent principalement le nom des cours d'eau qui en définissent les limites.

## Liste
Le tableau suivant liste les 10 régions du Guyana. Il mentionne :
- le numéro de chaque région utilisé lors des recensements[2] ;
- son nom, ainsi que son nom en anglais si différent du nom en français ;
- le chef-lieu ;
- les éponymes ;
- sa superficie, sa population en 2012 et sa densité de population ;
- une carte permettant de situer la région dans le pays.

| #  | Région                                                               | Chef-lieu            | Éponymes                  | Superficie (km²) | Population (2012) | Densité (hab./km²) | Localisation |
| -- | -------------------------------------------------------------------- | -------------------- | ------------------------- | ---------------- | ----------------- | ------------------ | ------------ |
| 1  | Barima-Waini                                                         | Mabaruma             | Barima (en) et Waini (en) | 20 339           | 26 941            | 1,3                |              |
| 2  | Pomeroon-Supenaam                                                    | Anna Regina          | Pomeroon et Supenaam (en) | 6 195            | 46 810            | 7,6                |              |
| 3  | Îles d'Essequibo-Demerara occidental Essequibo Islands-West Demerara | Vreed en Hoop        | Essequibo et Demerara     | 3 755            | 107 416           | 28,6               |              |
| 4  | Demerara-Mahaica                                                     | Triumph (en)         | Demerara et Mahaica       | 2 232            | 313 429           | 140,4              |              |
| 5  | Mahaica-Berbice                                                      | Fort Wellington (en) | Mahaica et Berbice        | 4 190            | 49 723            | 11,9               |              |
| 6  | Berbice oriental-Courantyne East Berbice-Courantyne                  | New Amsterdam        | Berbice et Corentyne      | 6 195            | 46 810            | 7,6                |              |
| 7  | Cuyuni-Mazaruni                                                      | Bartica              | Río Cuyuní et Mazaruni    | 47 213           | 20 280            | 0,4                |              |
| 8  | Potaro-Siparuni                                                      | Mahdia               | Potaro et Siparuni (en)   | 20 051           | 10 190            | 0,5                |              |
| 9  | Haut-Takutu-Haut-Essequibo Upper Takutu-Upper Essequibo              | Lethem               | Takutu et Essequibo       | 57 750           | 24 212            | 0,4                |              |
| 10 | Haut-Demerara-Berbice Upper Demerara-Berbice                         | Linden               | Demerara et Berbice       | 17 040           | 39 452            | 2,3                |              |